# Poprád-Tátra repülőtér
A Poprád-Tátra repülőtér (szlovákul Letisko Poprad-Tatry) (IATA: TAT, ICAO: LZTT) egy nemzetközi repülőtér Szlovákia északkeleti részén, a Magas-Tátra lábánál, Poprád mellett. Európa egyik legmagasabban fekvő repülőtere.

## Úticélok
| Légitársaság            | Célállomások                        |
| ----------------------- | ----------------------------------- |
| airBaltic               | Téli szezonális: Riga, Varsó-Chopin |
| Travel Service Slovakia | Nyári charter: Antalya, Burgasz     |
| Wizz Air                | London-Luton                        |

A téli síszezon idején előfordulnak ukrajnai és oroszországi charterjáratok is, ahogy nyáron a törökországi Antalya és a bulgáriai Burgasz reptereire is indulnak eseti jelleggel repülőgépek.

## Forgalom
Az utasforgalom az elmúlt években az alábbi módon változott:
| Utasok száma | 31 694 | 85 224 | 84 030 | 75 144 | 87 624 | 88 387 | 24 189 | 15 481 |
|              | 2014   | 2015   | 2016   | 2017   | 2018   | 2019   | 2020   | 2021   |